# Simca 1307/1308
Simca 1307 er en stor mellemklassebil tidligere produceret af Chrysler Europe og senere af PSA Peugeot Citroën i årene 1975 til 1986. Bilens ydre design blev udviklet i Chryslers britiske hovedkvarter i Whitlet i Coventry og den efterfølgende tekniske udvikling og tilpasning hos Simca i Poissy i Frankrig.
Bilen var en moderne forhjulstrukken hatchback og var sammen med Renault 20, Renault 30 og Volkswagen Passat en af de første biler i denne nye klasse.
Modellen blev markedsført under forskellige navne, herunder Simca 1308 og 1309 (med større motorer), i Storbritannien, Irland og New Zealand som Chrysler Alpine, som Dodge Alpine i Colombia og i Spanien som Chrysler 150. Senere udfasede Chrysler Simca-navnet og introducerede det ældre Talbot-navn, hvorefter bilen blev solgt som Talbot 1510 / Talbot Alpine / Talbot 150 (en faceliftet udgave introduceret af PSA efter PSA's overtagelse af Chrysler Europe) og som Talbot Solara (en sedanudgave).
Bilen blev kåret som Årets bil i Europa og Årets Bil i Danmark i 1976.

## Udvikling
Amerikanske Chrysler havde siden 1960'erne ejet majoriteten i franske Simca og britiske Rootes Group med bl.a. mærkerne Hillman og Sunbeam. Chrysler havde dog i Europa haft vanskeligt ved at udvikle et sammenhængende og moderne modelprogram. I begyndelsen af 1970'erne besluttede Chrysler at påbegynde udviklingen af en ny europæisk bil, "Projekt C6", til afløsning af den forældede Simca 1301/1501. Chryslers europæiske afdelinger i England og i Frankrig blev i 1972 anmodet om at levere et design af den nye bil, og Chrysler valgte det engelske forslag, et design udviklet af designere under britten Roy Axe. Det nye design var en hatchback, hvilket på daværende tidspunkt var relativt nyt design, men som havde vist sig populært i Kontinentaleuropa.
Der var imidlertid interne spændinger mellem Chryslers afdelinger i England og i Frankrig. England ønskede baghjulstræk, da dette passede til det engelske marked, hvorimod det franske marked (og de fleste andre kontinentaleuropæiske markeder) foretrak forhjulstræk. Oprindeligt blev det besluttet at udvikle to varianter af bilen, men det blev besluttet alene at udvikle en fælles europæisk udgave af den nye bil. Englænderne foretrak en bil baseret på platformen fra stationcarudgaven af Hillman Avenger, hvorimod franskmændene foretrak den nye bil baseret på Simca 1100-platformen, ligesom der var uenighed om motorprogrammet til den nye model. Det blev besluttet at følge de franske ønsker, og den nye bils tekniske udvikling blev således i al væsentlighed overladt til Chryslers franske afdeling i Poissy. Modellen blev således baseret på Simca 1100-platformen med Simca 1100's 1294 cc og 1442 cc motorer, ligesom gearkasser og andre komponenter blev hentet mere eller mindre uændrede fra Simca 1100.

## Introduktion
Den nye bil blev introduceret på Paris Motor Show i 1975 som Chrysler-Simca 1307 med topmodellen Simca 1308. Bilen var den første europæiske Chrysler, der anvendte Chrysler-navnet. Chryslers navn stod på motorhjælmen og Chryslers stjerne stod på kølergrillen, og Simca-navnet på bagenden, og indikerede Chryslers ønsker om at udfase Simca-navnet på samme måde, som de britiske Rootes-mærker var blevet opgivet. Den britiske udgave af bilen blev kaldt Chrysler Alpine.
Den nye bil blev solgt med 1294 cc og 1442  cc udgaver af Simcas "Poissy-motor" med elektronisk indsprøjtning og firetrins gearkasse. Bilen blev solgt i tre varianter: GL, S og GT. Bilen havde et højt udstyrsniveau med bl.a. centrallås, elektriske vinduer m.v.; udstyr der på daværende tidspunkt kun sås i væsentlig dyrere biler.
Bilen blev introduceret i Storbritannien som Chrysler Alpine på London Motor Show og bilen salg til salg i januar 1976 i to varianter: Alpine GL med 1294 cc-motor og Alpine S med 1442 cc-motor.
Simca 1307/1308 skulle afløse de ældre Hillman Avenger og Simca 1301/1501, men Chrysler valgte at fortsætte produktionen af disse ældre sedanmodeller, da hatchbackkonceptet stadig var forholdsvis nyt.

## Modtagelse
Produktionen begyndte i september 1975 og allerede samme år var der produceret 32.836 eksemplarer af modellen på fabrikken i Poissy. I slutningen af 1976 blev produceret 1.100 eksemplarer om dagen.
Motorpressen var begejstrede for den nye bil, der blev kåret til Årets Bil i Europa. Også i Danmark var pressens reaktioner positive, og bilen blev Årets Bil i Danmark, ligesom den blev kåret som "Årets bil" i 15 andre lande.
Det kontinentaleuropæiske publikum tog positivt imod den nye bil, og også i Storbritannien var der positive reaktioner, men mange anså den forholdsvis store bil som havende for svage motorer. I Storbritannien blev i marts 1976 solgt 1.690 eksemplarer af bilen, et acceptabelt antal, men mindre end Chryslers egen Hillman Avenger (2.400 stk.). Chrysler Alpine største konkurrerer i Storbritannien var British Leylands Austin Maxi og Morris Marina, GM's Vauxhall Cavalier (Opel Ascona B uden for Storbritannien) og Fords Cortina, og trods acceptable salgstal nåede Alpine ikke op på siden af konkurrenterne. Et af problemerne i Storbritannien var de forholdsvis små motorer, der var mindre end konkurrenternes motorer. Ford og Vauxhall (og senere BL) havde 2 liters motorer i programmet i modsætning til Chryslers, der først nogle år efter introduktionen kunne tilbyde en 1,6 liter motor.
Rust var for mange biler på daværende tidspunkt et væsentligt problem, hvilket også var gældende for Simca 1307/1308. Efter nogle år fik bilen i Danmark et dårligt ry grundet mangelfuld rustbeskyttelse, på trods af, at Chrysler i markedsføringen bedyrede, at "hver eneste bil bliver nedsænket i elektroforetisk bad, der beskytter mod rust og andre tærende elementer".

## Produktion
Bilen blev oprindelig fremstillet på Simcas fabrik i Poissy i Frankrig og senere på Chryslers fabrik i Ryton i Storbritannien og fra 1977 også i Villaverde nær Madrid på Barreiros-fabrikkerne. Bilen blev også fremstillet på samlefabrikker i New Zealand og Colombia. Mellem 1979 og 1985 blev bilen også bygget på Saab-Valmets fabrik i Uusikaupunki i Finland. Saab-Valmet ønskede kun at bygge den mindre Horizon, men Chrysler ville kun give tilladelse til licensproduktion af Horizon, hvis Valmet også påtog sig at producere den større 1307. De finsk fremstillede biler blev med tiden bygget med lokale modifikationer, herunder mulighed for dieselmotor, ligesom flere af Saabs dele indgik i bilen, herunder Saabs sæder. De finske biler blev alene solgt i Finland.
Senere blev introduceret en topmodel, Simca 1309 SX med 1600 cc motor.

### Facelift og Solara
På trods af modellens relative succes kæmpede Chrysler Europe med betydelige underskud, særlig i den britiske del af virksomheden, og Chrysler solgte i 1978 sine europæiske aktiviteter i Europa til franske PSA (Peugoet og Citröen) for 1 $, hvorefter PSA overtog ansvaret for modellen, der herefter blev solgt under Talbot-mærket.
Bilen fik i 1980 et større facelift. Den nye faceliftede udgave blev præsenteret på Frankfurt Motor Show som Talbot 1510 (Talbot Alpine i Storbritannien og Irland). Bilen havde fået nye for- og baglygter og topmodellen SX var udstyret med alufælge, cruise control, servostyring, triptæller m.v. Automatgear og en femtrins gearkasse var ligeledes en mulighed. 1307 GLS blev erstattet af 1510 LS, 1307 S med the GL, 1308 GT med the GLS, og 1309 SX med 1510 SX.
Samme år blev introduceret en firedørs sedanudgave af bilen under navnet Talbot Solara, der i Storbritannien skulle efterfølge Hillman Hunter, der var gået ud af produktion året inden.
Produktionen af 1510, Alpine og Solara blev indstillet i 1986. Produktionen i England var ophørt året inden, og fabrikken i Ryton fremstillede i stedet Peugeot 309, den sidste personbil med rødder i Talbot-mærket. Alpine/1510/Solara blev ikke formelt afløst af en ny model, men PSA's Citroën BX (fra 1982) og den senere Peugeot 405 (fra 1987) var de facto PSA's afløsere i den øvre mellemklasse.
Simca 1307 var den direkte inspiration for den sovjetiske/russiske Moskvittj Aleko (1986–2001), hvis overordnede design i al væsentlighed var identisk med Simca 1307. Store dele af Moskvittj Aleko blev produceret på maskineri, der tidligere var benyttet til produktionen af 1307/1308.

## Galleri
- 1977 Chrysler Alpine GL 1.3
- 1978 Chrysler Alpine S
- 1981 Talbot Solara LS 1.6 Front
- 1981 Talbot Solara LS 1.6 Rear
- 1979 Talbot 150 LS